# 图尔奈
图尔奈（法語：Tournai，法語發音：[tuʁnɛ] ⓘ，荷蘭語發音：[ˈdoːrnɪk] ⓘ），比利时瓦隆大区埃諾省城市，位于埃斯科河畔，西与法国接壤，通行法语，是比利时法语社群的一部分，人口69,554人（2018年1月1日）。
图尔奈与阿爾隆、通厄伦同为比利时最古老的三个城市，在比利时文化历史上扮演了重要角色。历史上，图尔奈曾是法蘭克帝國的首都，其大教堂和钟楼都被联合国教科文组织列为世界文化遗产。

## 交通
- 图尔奈站

## 旅游景点

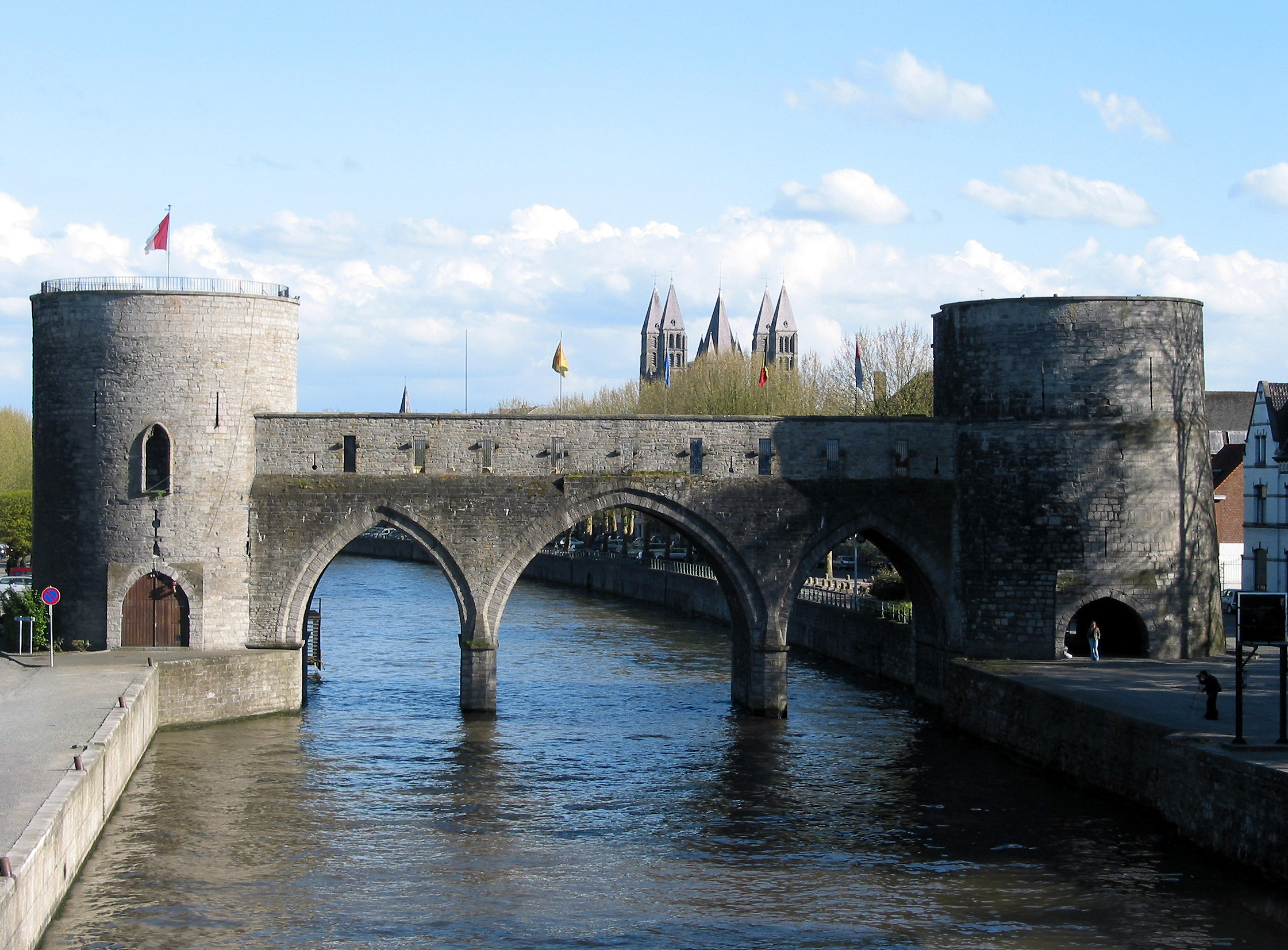
洞桥

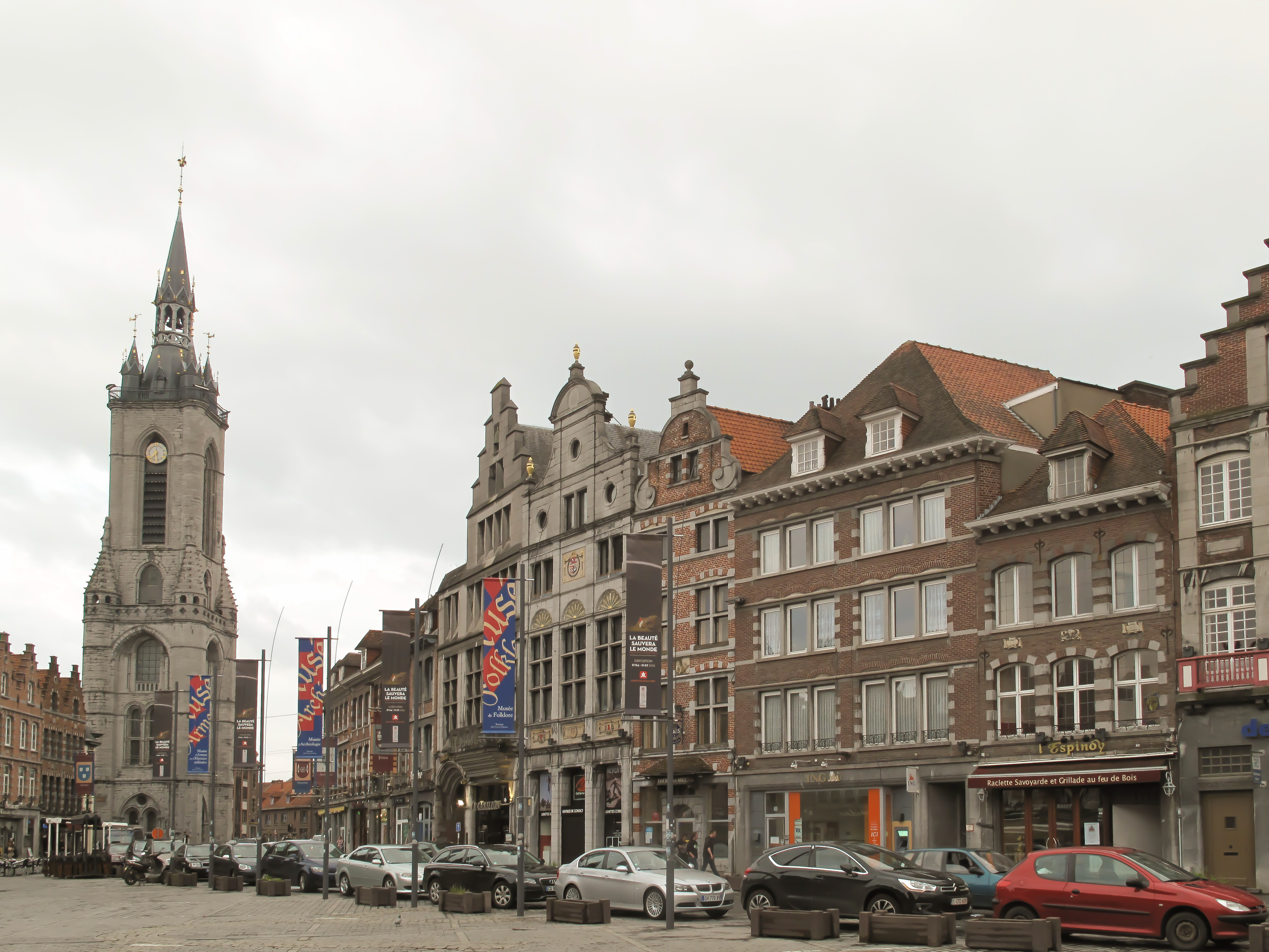
大广场

- 洞桥（Le pont des trous）：中世纪军事石桥
- 红城堡（Le fort Rouge）：因其屋顶而得名
- 大广场（La grand-Place）：三角形广场凸显了文艺复兴时期的艺术风格
- 埃斯科河码头（Quais de l'Escaut）：餐馆和咖啡馆的集中地
- 亨利八世塔（La tour Henri VIII）：图尔奈作为唯一一个被英国统治过（1513－1518年）的比利时城市。武器博物馆和城堡主塔是目前现存的英国建筑
- 钟楼（Beffroi）：比利时最古老的钟楼之一（12世纪）。象征着当时城镇的自由，每逢审判、处死犯人、火灾时全城会响起钟声。直到19世纪，该钟楼还拥有监狱的功能。整个钟楼72米，共有257级台阶。最后一次对钟楼进行大规模的改建由是在1844年。

## 友好城市
- 法國 特鲁瓦
- 法國 阿斯克新城